# 킹스타운
킹스타운(영어: Kingstown)은 인구 15,900명(1999년 기준)의 세인트빈센트 그레나딘의 수도이며, 중요한 항구가 있다. 주된 산업은 관광과 농업이다.

## 같이 보기
- 세인트조지구 (세인트빈센트 그레나딘)